# Johann Loserth

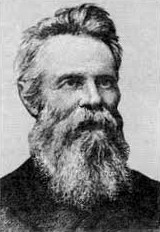
Johann Loserth

Johann Loserth (* 1. September 1846 in Fulnek, Olmützer Kreis in Mähren; † 30. August 1936 in Graz) war mährisch-österreichischer Historiker.

## Leben
Loserth studierte an den Universitäten Tübingen und Wien, an der er das Doktorat der Philosophie erwarb. Nach dem Studium war er als Gymnasiallehrer tätig. 1875 wurde er als Professor für Allgemeine Geschichte an die Franz-Josephs-Universität Czernowitz berufen. 1893 wechselte er an die Karl-Franzens-Universität Graz, wo er einen Lehrstuhl für Mittelalterliche und Neuere Geschichte bekleidete und 1917 emeritiert wurde. Seit 1879 war er Mitglied der Grazer akademischen Burschenschaft Arminia.
Seine Vorliebe galt insbesondere der Geschichte Mährens, des Hussitismus, der Täufer und der Geschichte der Reformation und Gegenreformation in Kärnten, Steiermark und Krain und den benachbarten Ländern. Er übernahm den wissenschaftlichen Nachlass von Josef Beck von Mannagetta und Lerchenau zur Täuferbewegung und führte dessen Forschungen fort.
Sein umfangreiches literarisches Wirken umfasst an die 300 Titel. Als „Markstein“ in der Historiographie des österreichischen Protestantismus gilt sein Werk »Reformation und Gegenreformation in den innerösterreichischen Ländern«. Seit 1893 war er Mitglied der Historischen Landeskommission für Steiermark, seit 1896 Korrespondierendes Mitglied und seit 1933 wirkliches Mitglied der Österreichischen Akademie der Wissenschaften, seit 1908 ordentliches Mitglied der Königlichen Böhmischen Gesellschaft der Wissenschaften und Verleihung des Titels Hofrat.

## Schriften (Auswahl)
- Beiträge zur Geschichte der hussitischen Bewegung, in: Archiv für Österreichische Geschichte. Bde. 55 (1877), 60 (1880), 75 (1889), 82 (1895) sowie Nachträge dazu in: Mitteilungen des Vereins für Geschichte der Deutschen in Böhmen 17 (1879).
- Huss und Wiclif. Zur Genesis der hussitischen Lehre. Oldenbourg, München/Berlin 1884. 2. veränderte Aufl. 1925. Engl. 1884.
- Dr. B. Hubmaier und die Anfänge der Wiedertäufer in Mähren. Verlag der historisch-statistischen Section, Brünn 1893 (Digitalisat).
- Studien zur Kirchenpolitik Englands im 14. Jh. In: Sitzungsberichte der Österreichischen Akademie der Wissenschaften. Phil.-hist. Klasse. Bde. 136 (1897), 156 (1908).
- Die Reformation und Gegenreformation in den innerösterreichischen Ländern im 16. Jahrhundert. 1898.
- Geschichte des späteren Mittelalters von 1197 bis 1492 (= Handbuch der mittelalterlichen und neueren Geschichte. Abt. 2) 1903.
- Das Archiv des Hauses Stubenberg, Hist. Landes-Komm., Graz, Hauptbd. 1906, Suppl. 1. 1908, 2. 1911 (Digitalisat).
- Das Archiv des Hauses Stubenberg. Supplement: Das Archiv Gutenberg. Selbstverlag der Historischen Landes-Kommission, Graz 1908 (Digitalisat).
- Geschichte des altsteirischen Herren- und Grafenhauses Stubenberg. Mit 27 Abbildungen und einer Stammtafel. Graz 1911 (Digitalisat).
- Die protestantischen Schulen der Steiermark im 16. Jh. In: Monumenta Germaniae Paedagogica. Bd. 55, 1916.
- Innerösterreich und die militärischen Maßnahmen gegen die Türken im 16. Jh. (= Forschungen zur Verfassungs- u. Verwaltungsgeschichte der Steiermark. Bd. 11/1). 1934.
- Akten und Korrespondenzen zur Geschichte der Gegenreformation in Innerösterreich unter Ferdinand II. 2. Teil, Nachträge Nr. 2752. „Prozeß gegen die Schwester Susanna von Oberburg (contra sororem Susannam Obuerburgensem de Michendorff) des Klosters Minkendorf vom 14. November 1592.“ In: Fontes Rerum Austriacum, 2. Abteilung, 60. Band, Wien 1907.
- Die Geschichtsquellen von Kremsmünster im XIII. und XIV. Jahrhundert. Braumüller, Wien 1872 (Digitalisat).
- Studien zu böhmischen Geschichtsquellen. Gerold, Wien 1875 (Digitalisat).
- Der Communismus der mährischen Wiedertäufer im 16. und 17. Jahrhundert. Beiträge zu ihrer Geschichte, Lehre und Verfassung. Tempsky, Wien 1894 (Digitalisat).
- Ein Hochverrathsprocess aus der Zeit der Gegenreformation in Innerösterreich. Gerold, Wien 1900 (Digitalisat).
- Das Archiv des Hauses Stubenberg (= Veröffentlichungen der Historischen Landes-Kommission für Steiermark, Bd. 22), Selbstverlag, Graz 1906 (Digitalisat).
- Geschichte des altsteirischen Herren- und Grafenhauses Stubenberg,  Ulr. Moser (J. Meyerhoff), Graz/Leipzig 1911 (Digitalisat).